# British Academy Film Awards 2021

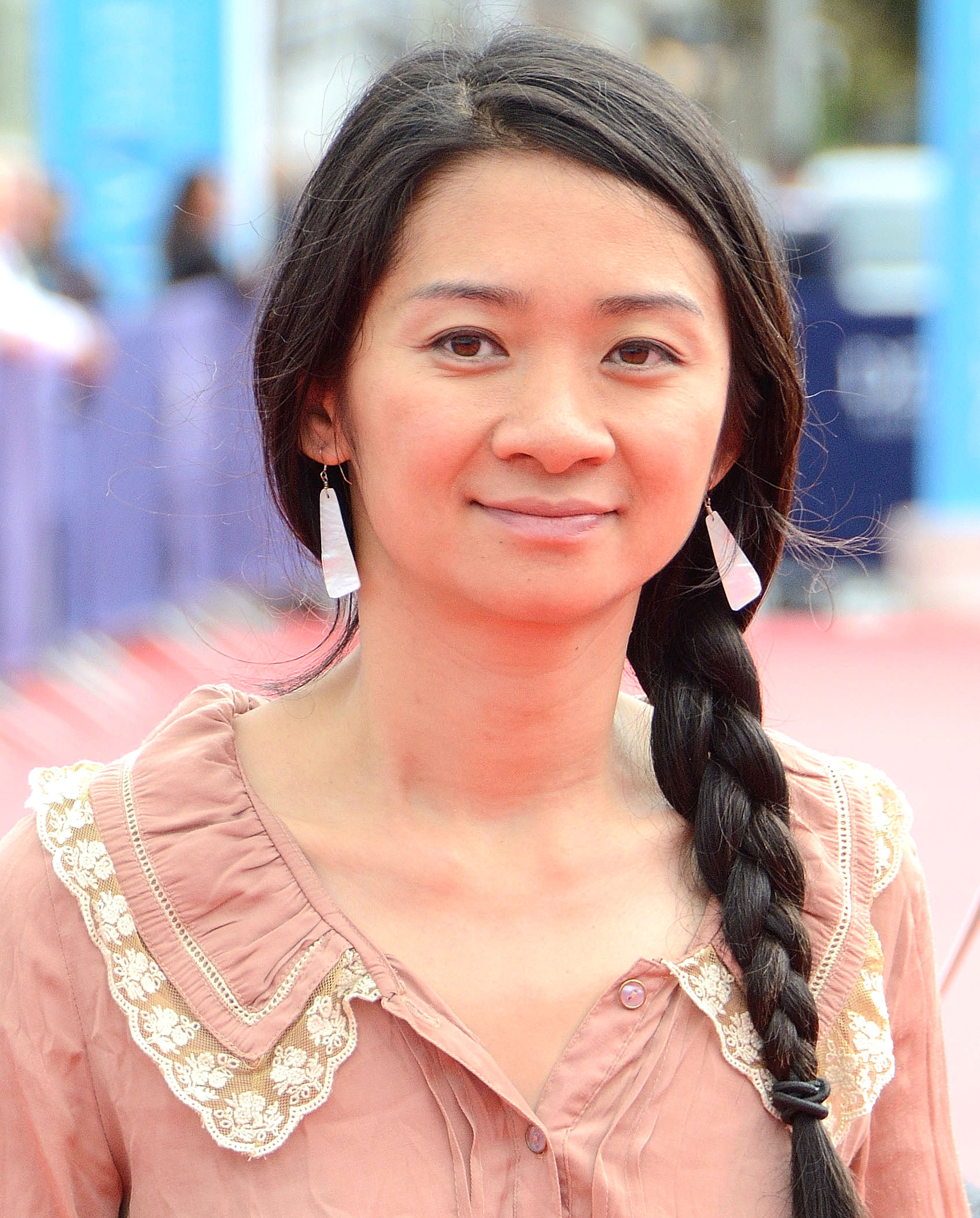
Chloé Zhao, Regisseurin des mit vier Preisen ausgezeichneten Films Nomadland

Die 74. Verleihung der British Academy Film Awards (BAFTA Awards) fand am 10. und 11. April 2021 statt, um die besten Filme und Filmschaffenden des Jahres 2020 zu ehren. Die Filmpreise der British Academy of Film and Television Arts (BAFTA) wurden in 27 Kategorien (inkl. einem Publikumspreis und zwei Ehrenpreise) verliehen. Als Sponsor trat das britische Mobilfunkunternehmen EE Limited auf, weshalb die Verleihung offiziell als EE British Academy Film Awards bezeichnet wurde.
Die Präsentation der Nominierten für den Rising Star Award erfolgte am 3. März 2021. Die Nominierungen wurden am 9. März 2021 durch Aisling Bea und Susan Wokoma in der Royal Albert Hall in London bekannt gegeben. Die Nominierungen führten die US-amerikanische Produktion Nomadland von Chloé Zhao und der britische Film Rocks von Sarah Gavron mit je sieben Nominierungen an. Erstmals in der Geschichte des Filmpreises wurden in der Kategorie Beste Regie vier Frauen nominiert. Nomadland konnte seiner Favoritenrolle gerecht werden und war mit vier gewonnenen Preisen – Bester Film, Beste Regie, Beste Hauptdarstellerin und Beste Kamera – erfolgreichster Film des Abends.
Die Wahl der Preisträger erfolgte vom 25. März bis 7. April 2021. Die Bekanntgabe der Gewinner in den Nebenkategorien erfolgte am 10. April 2021, die in den Hauptkategorien einen Tag später.
| Film                             | N | A |
| -------------------------------- | - | - |
| Nomadland                        | 7 | 4 |
| Rocks                            | 7 | 2 |
| The Father                       | 6 | 2 |
| Mank                             | 6 | 1 |
| Minari – Wo wir Wurzeln schlagen | 6 | 1 |
| Promising Young Woman            | 6 | 2 |
| Die Ausgrabung                   | 5 | 0 |
| Der Mauretanier                  | 5 | 0 |
| Calm with Horses                 | 4 | 0 |
| Judas and the Black Messiah      | 4 | 1 |
| Neues aus der Welt               | 4 | 0 |
| Der Rausch                       | 4 | 1 |
| Sound of Metal                   | 4 | 2 |
| His House                        | 3 | 1 |
| Ma Rainey’s Black Bottom         | 3 | 2 |
| Soul                             | 3 | 2 |
| The Trial of the Chicago 7       | 3 | 0 |
| Greyhound – Schlacht im Atlantik | 2 | 0 |
| Limbo                            | 2 | 0 |
| Quo Vadis, Aida?                 | 2 | 0 |
| Saint Maud                       | 2 | 0 |
| Der weiße Tiger                  | 2 | 0 |

## Hintergrund
Aufgrund der COVID-19-Pandemie hatte die BAFTA bereits Mitte Juni 2020 eine Verschiebung ihrer Filmpreisverleihung vom 14. Februar auf den 11. April 2021 angekündigt. Zur selben Zeit waren auch die Oscarverleihung 2021 und die Golden Globe Awards 2021 verschoben worden. In Zeiten von Lockdown-Regelungen und ausgefallener Kinopremieren sollten kleineren, unabhängigen Filmproduktionen sowie Dokumentarfilmen, fremdsprachigen und britischen Produktionen die Möglichkeit eingeräumt werden, sich für die British Film Academy Awards 2021 zu qualifizieren. Weitere Änderungen des Filmkomitees waren u. a. Produktionen zuzulassen, die vor der Schließung der britischen Kinos veröffentlicht wurden, unabhängig davon wie viele Tage sie in den Kinos gezeigt wurden. Auch wurden Filme zugelassen, die ihre Veröffentlichung nur auf Video-on-Demand-Plattformen erlebten (die Titel mussten mindestens 30 Tage für das britische Publikum online verfügbar gewesen sein). Bedingung war, dass der Kinostart nach Öffnung der britischen Kinos in einem bestimmten Zeitraum nachgeholt wird. Filme die erst nach dem Lockdown in britischen Kinos anlaufen, sollen an jeweils sieben Tagen mindestens einmal gezeigt worden sein.
Darüber hinaus kündigte die BAFTA am 24. September 2020 an, u. a. ihren Auswahlprozess und die Auswahl ihrer Mitglieder für die Filmpreisverleihung innerhalb eines siebenmonatigen Prozesses zu überprüfen und unabhängig verifizieren zu lassen. Die Entscheidung sei direkt nach Bekanntgabe der Nominierungen für die 73. Verleihung am 7. Januar 2020 gefallen, bei denen es zu erheblicher Kritik wegen fehlender Diversität gekommen war. So waren bei den British Academy Film Awards nur weiße Schauspieler in den Kategorien für die besten Haupt- und Nebenrollen berücksichtigt worden. Auch waren in der Kategorie Beste Regie nur männliche Regisseure vertreten. Die BAFTA hatte bereits 2019 als erster großer Filmpreis Kriterien für Diversität und Inklusion übernommen und sich dabei an den Vorgaben des British Film Institute (BFI) orientiert. Nach Überprüfung kam die BAFTA zu dem Schluss, 120 Änderungen vorzunehmen. So sollen u. a. bis zu 1000 neue Akademie-Mitglieder in den nächsten zwei Jahren aus unterrepräsentierten Gruppen ernannt werden. Auch soll den Mitgliedern die Möglichkeit gegeben werden, alle eingereichten Filme zu begutachten. Für alle Kategorien wurde ein neues, dreistufiges Nominierungsverfahren beschlossen, vor dessen erster Runde die stimmberechtigten Mitglieder eine erforderliche Wählerschulung erhalten müssen.

## Preisträger und Nominierungen

### Bester Film
Nomadland – Produktion: Mollye Asher, Dan Janvey, Frances McDormand, Peter Spears, Chloé Zhao
- The Father – Produktion: Philippe Carcassonne, Jean-Louis Livi, David Parfitt
- Der Mauretanier (The Mauritanian) – Produktion: Adam Ackland, Leah Clarke, Beatriz Levin, Lloyd Levin
- Promising Young Woman – Produktion: Ben Browning, Emerald Fennell, Ashley Fox, Josey McNamara
- The Trial of the Chicago 7 – Produktion: Stuart M. Besser, Marc Platt

### Bester britischer Film
Promising Young Woman – Emerald Fennell, Ben Browning, Ashley Fox, Josey McNamara
- Die Ausgrabung (The Dig) – Simon Stone, Gabrielle Tana, Ellie Wood, Moira Buffini
- Calm with Horses – Nick Rowland, Daniel Emmerson, Joe Murtagh
- The Father – Florian Zeller, Philippe Carcassonne, Jean-Louis Livi, David Parfitt, Christopher Hampton
- His House – Remi Weekes, Martin Gentles, Edward King, Roy Lee
- Limbo – Ben Sharrock, Irune Gurtubai, Angus Lamont
- Der Mauretanier (The Mauritanian) – Kevin Macdonald, Adam Ackland, Leah Clarke, Beatriz Levin, Lloyd Levin, Rory Haines, Sohrab Noshirvani, M. B. Traven
- Mogul Mowgli – Bassam Tariq, Riz Ahmed, Thomas Benski, Bennett McGhee
- Rocks – Sarah Gavron, Ameenah Ayub Allen, Faye Ward, Theresa Ikoko, Claire Wilson
- Saint Maud – Rose Glass, Andrea Cornwell, Oliver Kassman

### Bestes Debüt eines britischen Drehbuchautors, Regisseurs oder Produzenten
His House – Remi Weekes
- Limbo – Ben Sharrock, Irune Gurtubai
- Moffie – Jack Sidey
- Rocks – Theresa Ikoko, Claire Wilson
- Saint Maud – Rose Glass, Oliver Kassman

### Bester nicht-englischsprachiger Film
Der Rausch (Druk) – Thomas Vinterberg, Kasper Dissing, Sisse Graum Jørgensen
- Dorogie Tovarischi! (Дорогие товарищи) – Andrei Kontschalowski, Alischer Usmanow
- Minari – Wo wir Wurzeln schlagen (Minari) – Lee Isaac Chung, Christina Oh
- Quo Vadis, Aida? – Jasmila Žbanić, Damir Ibrahimović
- Die Wütenden – Les Misérables (Les misérables) – Ladj Ly, Toufik Ayadi, Christophe Barral

### Bester Dokumentarfilm
Mein Lehrer, der Krake (My Octopus Teacher) – Pippa Ehrlich, James Reed, Craig Foster
- Kollektiv – Korruption tötet (Colectiv) – Alexander Nanau
- David Attenborough: Mein Leben auf unserem Planeten (David Attenborough: A Life on Our Planet) – Alastair Fothergill, Jonnie Hughes, Keith Scholey
- Das Dilemma mit den sozialen Medien (The Social Dilemma) – Jeff Orlowski, Larissa Rhodes
- The Dissident – Bryan Fogel, Thor Halvorssen, Mark Monroe, Jake Swantko

### Bester Animationsfilm
Soul – Pete Docter, Dana Murray
- Onward: Keine halben Sachen (Onward) – Dan Scanlon, Kori Rae
- Wolfwalkers – Tomm Moore, Ross Stewart, Paul Young

### Beste Regie
Chloé Zhao – Nomadland
- Lee Isaac Chung – Minari – Wo wir Wurzeln schlagen (Minari)
- Sarah Gavron – Rocks
- Shannon Murphy – Milla Meets Moses (Babyteeth)
- Thomas Vinterberg – Der Rausch (Druk)
- Jasmila Žbanić – Quo Vadis, Aida?

### Bestes Originaldrehbuch
Emerald Fennell – Promising Young Woman
- Jack Fincher – Mank
- Theresa Ikoko, Claire Wilson – Rocks
- Tobias Lindholm, Thomas Vinterberg – Der Rausch (Druk)
- Aaron Sorkin – The Trial of the Chicago 7

### Bestes adaptiertes Drehbuch
Christopher Hampton, Florian Zeller – The Father
- Ramin Bahrani – Der weiße Tiger (The White Tiger)
- Moira Buffini – Die Ausgrabung (The Dig)
- Rory Haines, Sohrab Noshirvani, M. B. Traven – Der Mauretanier (The Mauritanian)
- Chloé Zhao – Nomadland

### Beste Hauptdarstellerin
Frances McDormand – Nomadland
- Bukky Bakray – Rocks
- Radha Blank – Mein 40-jähriges Ich (The Forty-Year-Old Version)
- Vanessa Kirby – Pieces of a Woman
- Wunmi Mosaku – His House
- Alfre Woodard – Clemency

### Bester Hauptdarsteller
Anthony Hopkins – The Father
- Riz Ahmed – Sound of Metal
- Chadwick Boseman – Ma Rainey’s Black Bottom
- Adarsh Gourav – Der weiße Tiger (The White Tiger)
- Mads Mikkelsen – Der Rausch (Druk)
- Tahar Rahim – Der Mauretanier (The Mauritanian)

### Beste Nebendarstellerin
Yoon Yeo-jeong – Minari – Wo wir Wurzeln schlagen (Minari)
- Niamh Algar – Calm with Horses
- Kosar Ali – Rocks
- Marija Bakalowa – Borat Anschluss Moviefilm (Borat Subsequent Moviefilm)
- Dominique Fishback – Judas and the Black Messiah
- Ashley Madekwe – County Lines

### Bester Nebendarsteller
Daniel Kaluuya – Judas and the Black Messiah
- Barry Keoghan – Calm with Horses
- Alan Kim – Minari – Wo wir Wurzeln schlagen (Minari)
- Leslie Odom Jr. – One Night in Miami
- Clarke Peters – Da 5 Bloods
- Paul Raci – Sound of Metal

### Bestes Casting
Lucy Pardee – Rocks
- Shaheen Baig – Calm with Horses
- Alexa L. Fogel – Judas and the Black Messiah
- Lindsay Graham Ahanonu, Mary Vernieu – Promising Young Woman
- Julia Kim – Minari – Wo wir Wurzeln schlagen (Minari)

### Beste Filmmusik
Jon Batiste, Atticus Ross, Trent Reznor – Soul
- James Newton Howard – Neues aus der Welt (News of the World)
- Emile Mosseri – Minari – Wo wir Wurzeln schlagen (Minari)
- Trent Reznor, Atticus Ross – Mank
- Anthony Willis – Promising Young Woman

### Beste Kamera
Joshua James Richards – Nomadland
- Sean Bobbitt – Judas and the Black Messiah
- Erik Messerschmidt – Mank
- Alwin H. Küchler – Der Mauretanier (The Mauritanian)
- Dariusz Wolski – Neues aus der Welt (News of the World)

### Bester Schnitt
Mikkel E.G. Nielsen – Sound of Metal
- Alan Baumgarten – The Trial of the Chicago 7
- Yorgos Lamprinos – The Father
- Frédéric Thoraval – Promising Young Woman
- Chloé Zhao – Nomadland

### Bestes Szenenbild
Donald Graham Burt, Jan Pascale – Mank
- David Crank, Elizabeth Keenan – Neues aus der Welt (News of the World)
- Maria Djurkovic, Tatiana Macdonald – Die Ausgrabung (The Dig)
- Peter Francis, Cathy Featherstone – The Father
- Sarah Greenwood, Katie Spencer – Rebecca

### Bestes Kostümbild
Ann Roth – Ma Rainey’s Black Bottom
- Alice Babidge – Die Ausgrabung (The Dig)
- Alexandra Byrne – Emma
- Michael O’Connor – Ammonite
- Trish Summerville – Mank

### Beste Maske(Best Make-up and Hair)
Matiki Anoff, Larry M. Cherry, Sergio Lopez-Rivera, Mia Neal – Ma Rainey’s Black Bottom
- Dalia Colli, Mark Coulier, Francesco Pegoretti – Pinocchio
- Patricia Dehaney, Eryn Krueger Mekash, Matthew Mungle – Hillbilly-Elegie
- Jenny Shircore – Die Ausgrabung (The Dig)
- Colleen LaBaff, Kimberley Spiteri, Gigi Williams – Mank

### Beste Spezialeffekte
Scott Fisher, Andrew Jackson, Andrew Lockley – Tenet
- Peter Bebb, Nathan McGuinness, Sebastian von Overheidt, Whitney Richman – Greyhound – Schlacht im Atlantik (Greyhound)
- Sean Andrew Faden, Steve Ingram, Anders Langlands, Seth Maury – Mulan
- Matt Kasmir, Chris Lawrence, Max Solomon, David Watkins – The Midnight Sky
- Santiago Colomo Martinez, Nick Davis, Greg Fisher, Ben Jones – Der einzig wahre Ivan (The One and Only Ivan)

### Bester Ton
Jaime Baksht, Nicolas Becker, Phillip Bladh, Carlos Cortés, Michelle Couttolenc – Sound of Metal
- Beau Borders, Christian P. Minkler, Michael Minkler, Warren Shaw, David Wyman – Greyhound – Schlacht im Atlantik (Greyhound)
- Sergio Díaz, Zach Seivers, M. Wolf Snyder – Nomadland
- Coya Elliott, Ren Klyce, David Parker – Soul
- Michael Fentum, William Miller, Mike Prestwood Smith, John Pritchett, Oliver Tarney – Neues aus der Welt (News of the World)

### Bester animierter Kurzfilm
The Owl and the Pussycat – Mole Hill, Laura Duncalf
- The Fire Next Time – Renaldho Pelle, Yanling Wang, Kerry Jade Kolbe
- The Song of A Lost Boy – Daniel Quirke, Jamie MacDonald, Brid Arnstein

### Bester britischer Kurzfilm
The Present – Farah Nabulsi
- Eyelash – Jesse Lewis Reece, Ike Newman
- Lizard – Akinola Davies, Rachel Dargavel, Wale Davies
- Lucky Break – John Addis, Rami Sarras Pantoja
- Miss Curvy – Ghada Eldemellawy

## Publikumspreis

### Beste darstellerische Nachwuchsleistung(EE Rising Star Award)
Bukky Bakray
- Conrad Khan
- Kingsley Ben-Adir
- Morfydd Clark
- Ṣọpẹ́ Dìrísù

## Ehrenpreise

### BAFTA Fellowship
- Ang Lee, taiwanischer Filmemacher

### Bester Beitrag zum britischen Kino
- Noel Clarke[14], britischer Schauspieler